# Russel-Brandkraut

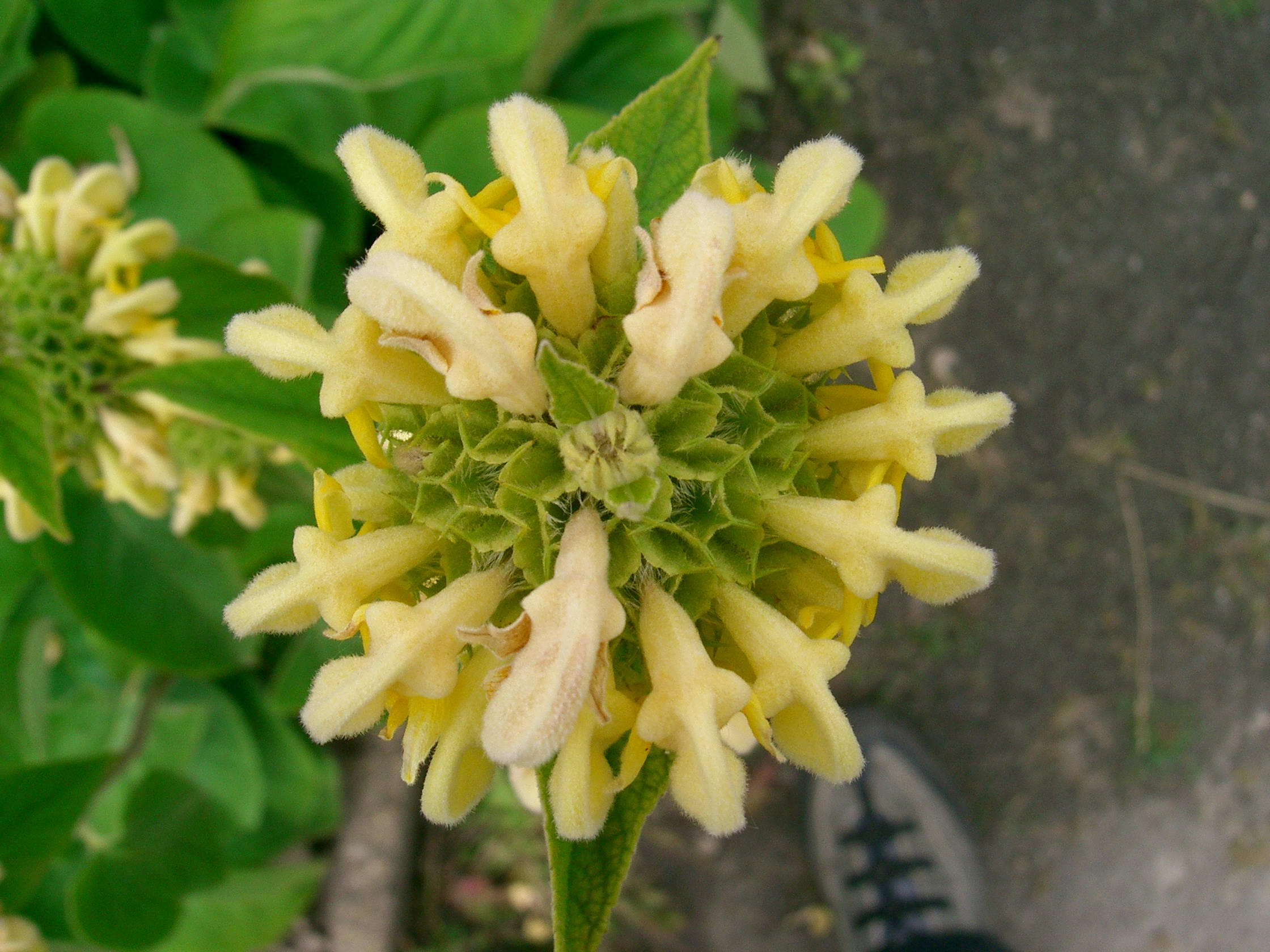
Blütenquirl (Draufsicht)

Das Russel-Brandkraut (Phlomis russeliana) ist eine Pflanzenart aus der Gattung der Brandkräuter (Phlomis) in der Familie der Lippenblütler (Lamiaceae).

## Merkmale
Das Russel-Brandkraut ist eine ausdauernde krautige Pflanze mit einem Rhizom, die Wuchshöhen von 40 bis 100 Zentimeter erreicht. Die Spreite der unteren Laubblätter ist eiförmig, am Grund herzförmig.
Die Blüten stehen in meist zwei bis drei, selten bis fünf Scheinquirlen. Die Brakteolen sind pfriemenförmig und 1 bis 2 Millimeter breit. Die Blüte ist zygomorph.
Die Blütezeit reicht von Juni bis Juli.

## Vorkommen
Das Russel-Brandkraut kommt in Nord-Anatolien in Nadel- und Laubwäldern, auf Kahlschlägen und in Haselnuss-Gebüschen in Höhenlagen von 300 bis 1700 Meter vor.

## Nutzung
Das Russel-Brandkraut wird vereinzelt als Zierpflanze in Staudenbeeten und Rabatten genutzt.

## Belege
- Eckehart Jäger, Friedrich Ebel, Peter Hanelt, Gerd K. Müller (Hrsg.): Rothmaler Exkursionsflora von Deutschland. Band 5: Krautige Zier- und Nutzpflanzen. Spektrum Akademischer Verlag, Berlin Heidelberg 2008, ISBN 978-3-8274-0918-8.